# Дячук Василь Васильович
Дячук Василь Васильович (25 березня 1972 року, м.Мукачево) — український шаховий композитор і шахіст. Народився у Мукачеві. Лікар вищої категорії
Міжнародні звання: майстер ФІДЕ (2004), міжнародний майстер ФІДЕ (2005) і міжнародний гросмейстер ФІДЕ (2010); українські звання: майстер спорту України (2001), майстер спорту України міжнародного класу (2005), заслужений майстер спорту України із шахів (2008). Член та тренер національної збірної України з шахової композиції. 
В особистих чемпіонатах світу: 4 місце (1998-2000), 3 місце (2001-2003), чемпіон (2004–2006), 3 місце (2007-2009), 2 місце (2010-2012), чемпіон та 2 місце (в різних розділах) (2013-15), чемпіон у розділі двоходівок 2019-2021 років. 
В командних чемпіонатах світу: 2 місце в 7.WCCT та 2 місце в 9.WCCT. 
В командних чемпіонатах Європи: 1 місце (2011),  3 місце (2013). 
3 місце у Кубку FIDE (2022) .  
Багаторазовий чемпіон та призер особистих чемпіонатів України. В шаховій композиції Василь Дячук відкрив ідею, яка має назву — комбінація Дячука.